# Grati
Grati is een bestuurslaag in het regentschap Lumajang van de provincie Oost-Java, Indonesië. Grati telt 3368 inwoners (volkstelling 2010).